# Elisabethhöhe
Elisabethhöhe är en kulle i Österrike. Den ligger i distriktet Korneuburg och förbundslandet Niederösterreich, i den östra delen av landet, 13 km norr om huvudstaden Wien. Toppen på Elisabethhöhe är 364 meter över havet, eller 169 meter över den omgivande terrängen. Bredden vid basen är 6,4 km.
Terrängen runt Elisabethhöhe är platt åt nordost, men åt sydväst är den kuperad. Runt Elisabethhöhe är det mycket tätbefolkat, med 3 623 invånare per kvadratkilometer.. Närmaste större samhälle är Wien, 12,6 km söder om Elisabethhöhe. 
Runt Elisabethhöhe är det i huvudsak tätbebyggt.  Trakten ingår i den hemiboreala klimatzonen. Årsmedeltemperaturen i trakten är 11 °C. Den varmaste månaden är juli, då medeltemperaturen är 25 °C, och den kallaste är december, med −4 °C. Genomsnittlig årsnederbörd är 904 millimeter. Den regnigaste månaden är maj, med i genomsnitt 115 mm nederbörd, och den torraste är mars, med 28 mm nederbörd.